# Konkin-Foulgo
Konkin-Foulgo est une ville du département de Zimtenga, dans la province de Bam, dans le Centre-nord, au Burkina Faso. En 2006, la ville comptait 217 habitants dont 52,5% de femmes.